# Andréas Metaxás
Pour les articles homonymes, voir Metaxás.
Andréas Metaxás (né en 1786 et mort le 19 septembre 1860 ; en grec moderne : Ανδρέας Μεταξάς) est un homme d'État grec né sur l'île de Céphalonie. Il descend d'une grande famille de l'île et portait le titre de comte.

## Biographie

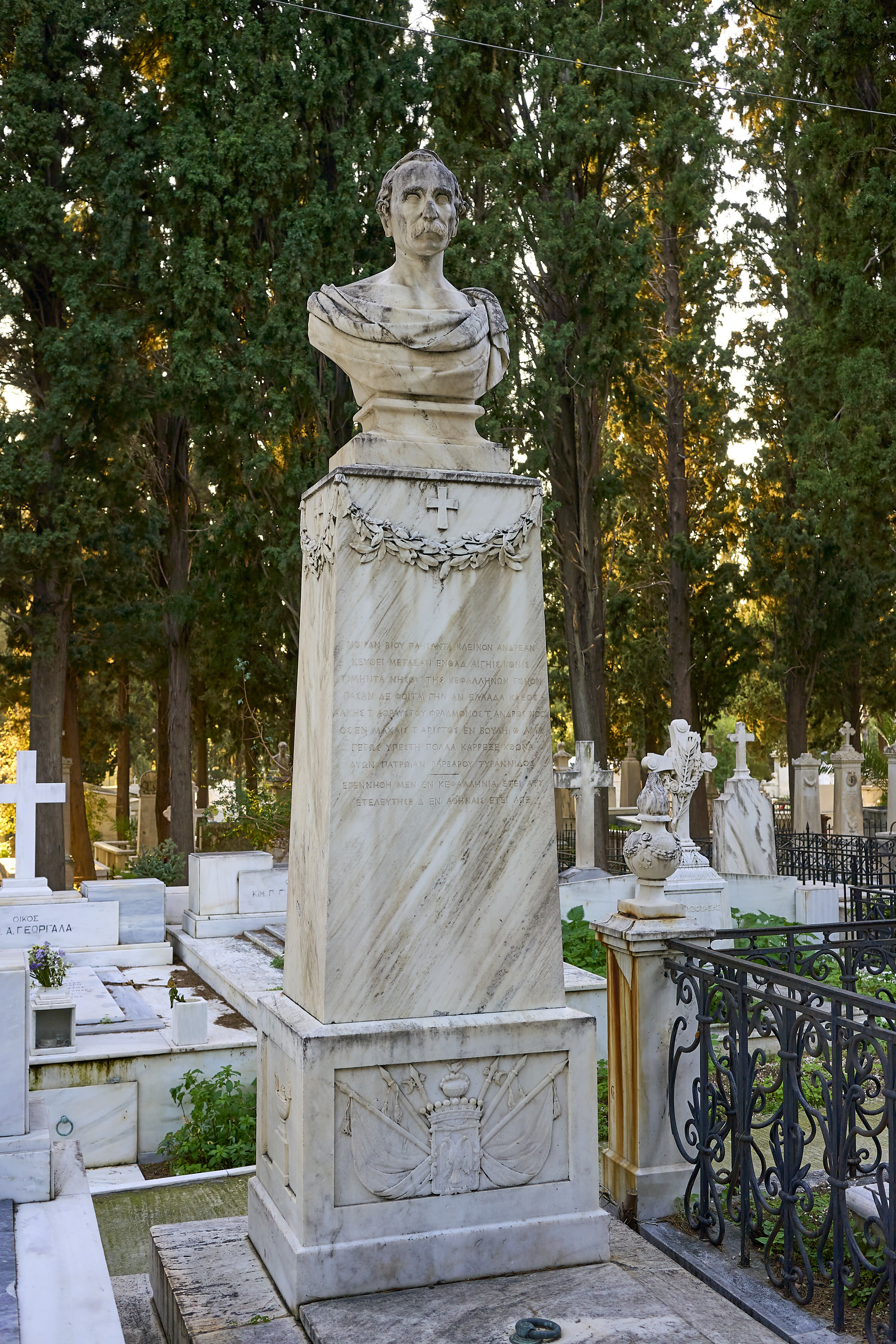
Vue du monument funéraire d'Andréas Metaxás, au sein du premier cimetière d'Athènes.

Au début de l'insurrection grecque, il débarque en Élide en mai 1821 à la tête de 350 hommes des îles Ioniennes, et participe aux combats de Lala, près d'Olympie, contre les habitants albanais musulmans de la région qui durent se replier sur Patras. Il est un proche et un conseiller de Kolokotrónis.
Lors de l'Assemblée nationale d'Astros en avril 1823, il est nommé membre de l'exécutif, en tant que personnalité appartenant au courant « militaire ». Sa destitution de l'exécutif le 7 décembre 1823 est la cause du déclenchement de la première guerre civile entre Grecs lors de la guerre d'Indépendance.
Pendant la dernière partie de la guerre d'Indépendance grecque (1824–1827) il accompagne Ioánnis Kapodístrias en Grèce. Ce dernier le nomme Commissaire sur l'île de Syros, puis ministre de la Guerre. Il est un fidèle de Kapodistrias et après son assassinat en 1831, il devient membre du gouvernement provisoire en place jusqu'à l'accession du roi Othon Ier au trône en 1833.
Pendant le règne d'Othon Ier, Metaxás est conseiller et ministre (ambassadeur) à Madrid et à Lisbonne. En 1840, il est nommé ministre de la Guerre dans le Panellínion. Considéré comme un des chefs du parti russe, il joue un rôle déterminant dans le coup d'État du 3 septembre 1843. En 1843-1844, il est Président du Conseil des ministres et, plus tard, il devient ambassadeur à Constantinople de 1850 à 1854.
Il meurt à Athènes en 1860.